# 童瞳
童 瞳（とん とん）は、中国出身の競技麻雀のプロ雀士。日本プロ麻雀連盟所属。団体内の段位は四段。

## 来歴
中国の上海に生まれる。
17歳（高校2年生）のときに渡日して青森山田高等学校に留学、専修大学を卒業後に鉄鋼原料を扱う商社に就職した。2015年時点では「営業本部の課長として国内、海外を飛び回るキャリアウーマンとして多忙な毎日を送っている」と紹介されていた。
第10期プロクィーン優勝。

## 獲得タイトル
- プロクィーン(第13期)[1]